# Scopula limboundata
Scopula limboundata är en fjärilsart som beskrevs av Adrian Hardy Haworth 1809. Scopula limboundata ingår i släktet Scopula och familjen mätare. Inga underarter finns listade.

## Bildgalleri

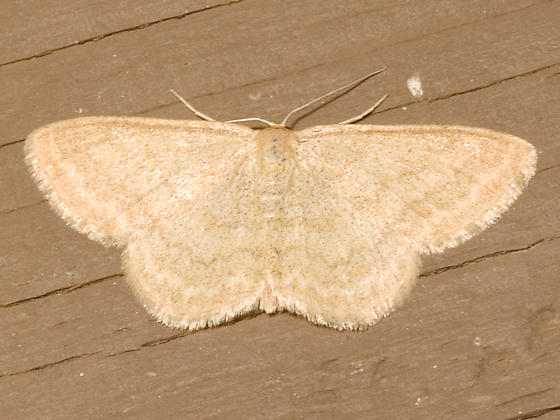